# Телави
Тела̀ви (на грузински თელავი) е град в Източна Грузия, разположен в сърцето на историческата област Кахетия, в долината на реките Йори и Алазани. Градът е център на региона и на грузинското винарство, което тук е издигнато в култ. Името на Телави произлиза от високите, многовековни брястове (на грузински „тела“), които растат край него. Населението му през 2002 година е 21 800 души. По някои данни през 2014 то намалява на 19 629 души.

## География
Телави е разположен в Алазанската долина, на северния склон на Циви-Гомборския хребет, на надморска височина между 500 и 800 m. Околностите край града са доста разнообразни – могат да се видят едновременно зелени речни долини, склоновете на Голям Кавказ, обрасли с дъб и габър и високи върхове.

## Климат
Зимата в Телави е студена, а лятото – горещо и сухо. Алазанската долина се отличава с по-високи температури и влажност от останалите части на Грузия. Климатът е подобен на този в южното подножие на Италианските Алпи.
Средната температура през януари се колебае между 0 °С и 1 °С, а тази през най-топлия месец – между 23 °С и 25 °С. Годишното количество на дъждовете достига 800 – 1000 mm.

## История
Археологическите разкопки доказват съществуването на селището още през Бронзовата епоха. Телави е един от най-древните градове в страната, наред с Тбилиси, Мцхета и Кутаиси. Известен е от І – ІІ век и дълго време играе ролята на важен търговски център по пътя от Близкия изток към Европа. Първото документирано упоменаване на града е от I век, а едно от първите е това от II век, когато александрийският географ Клавдий Птолемей го споменава под името Теледа.
Има недоказани съмнения, че може би Телави е основан в по-късно време, през 893 година от кахетинския цар Квирик I. След известен период на стагнация, информация за Телави се появява отново в документи през 8-9 век, когато се изгражда и първата крепост. До това време градът не е упоменат никъде. Даже цар Вахтанг I Горгасали, който разгръща сериозно строителство в Кахетия, не е построил нищо на това място, което дава основание за възникналите съмнения.
Интересна информация за града дават регистрите от 10 век на арабския географ Шамсудин ал-Мукадаси. Той споменава Телави наред с такива важни градове като Тбилиси, Шамкир, Ганджа и Шемахи. Говорейки за населението на селището, Ал-Мукадаси посочва, че по-голямата част се състои от християни.
Столица по онова време е град Тианети, а Телави е като южна покрайнина на Кахетия. Историята на града е тясно свързана с развитието на тази област, на която той винаги е бил главен град. През 7 век на това място е образувано независимо феодално княжество.
През 1014 година западногрузинският цар разрушава Тианети и премества столицата си в Телави. Градът остава столица на Царство Кахетия, а след това и на Кахетия-Херети, в продължение на около 100 години. През 12 век Кахетия влиза в състава на обединена Грузия под властта на Давид IV Строителя. По време на т.нар. Златна ера на Грузия, Телави, в който търговията и занаятите по това време са силно развити, става един от най-значителните политически и икономически центрове в страната. През втората половина на 13 век, след монголското нашествие, градът губи своето значение.
След разпадането на Царство Грузия през 15 век, ролята на Телави започва да намалява и градът, в крайна сметка, се превръща в обикновен град на търговията и занаятите. През втората половина на 15 век Кахетия се отделя като самостоятелно царство, но негова столица става Греми. През следващите два века царството води неравна борба за независимостта си, срещу Иран и Турция.
През 17 век градът отново става процъфтяващ център на региона. През 1615 година, след разрушаването на Греми, Телави повторно става столица на Кахетия, тъй като цар Арчил II премества резиденцията си от Греми в Телави. През 1762 година Катехия и Картли се обединяват в общо царство, а Телави се превръща във втората столица на Обединеното източногрузинско картли-кахетинско царство, след Тбилиси.
По време на цар Ираклий II, който е роден и умира в този град, настъпва епоха на възраждане на Телави, който е превърнат в стратегически и културен център. Ираклий основава в него семинария и театър, а реформите му засягат всички аспекти на страната. Те променят фундаментално икономическата, политическата и културната ориентация на Картли-Кахетия и впоследствие на цялата Грузия. За грузинския народ неговото име се превръща в символ на свобода и национална независимост. Все още е наричан галено „Малкият кахетиец“, а героичните му дела са описани в народната литература.
Така Телави става два пъти столица на страната и остава такава в продължение на около 300 години – от 1014 до 1104 и от 1615 до 1801 година. По тази причина всички големи постройки в града са от тези по-късни периоди. Крепостта е построена чак в края на 18 век, при Ираклий II. В града няма даже и един относително стар църковен храм.
През 1801 година Картли-Кахетия е анексирана от Руската империя и Телави губи статута си на столица. През този период градът получава името Телав и влиза първо в състава на Грузино-Имеретинска губерния, а след това – в Тифлиска. Икономиката на града запада и в него работят само дребни промишлени предприятия и работилници – боядисване на кожи, производство на керамични съдове и вино, развити са търговията и селското стопанство. В края на 19 век населението на града е около 12 000 души, 9000 от които арменци, 2000 – етнически грузинци и 1000 от различни етноси.

## Градска среда
Градът не е голям и в него живеят малко над 20 хиляди души. В старата част има малки къщички с дървени балкони, а на някои места са направени велосипедни алеи. През 2013 година централните улици и къщите по тях са реставрирани. Телави е единственият град в Грузия, където има сравнително добре запазени четири крепости от различни исторически периоди. Поради тази причина архитекти, учени и историци на изкуството го приемат като най-средновековния град в страната.
В центъра на Телави се издигат замъкът на Ираклий II и неговият паметник. Самият замък има правилна форма и кули, а в него се намира домът, в който е роден и израсъл Ираклий. Къщата е малка, едноетажна и квадратна в план. Сградата е реконструирана и днес в нея е организиран музей.
Паметникът на Ираклий II е поставен пред замъка, с поглед напред, към пътя за градовете Гуджаани и Сигнахи, а гърбът му е обърнат към град Ахмета. Една от сцените във филма „Мимино“ е снимана в подножието на този паметник. На юг от площада с паметника се извисява стар, 900-годишен чинар, който е най-старото дърво в Грузия.
На запад от паметника върви проспект „Ираклий II“, главната улица на града. Дължината ѝ от паметника до моста на реката е 600 метра. Тук се намира сърцето на целия светски живот – няколко интернет-кафета, ресторанти и магазини. В края на улицата, до моста е разположена сградата на градския и районния съвет.
Западният край на улицата стига до река с името Телавис-рике, а пътят, който върви покрай реката, във всяка от последователните си части, има няколко различни имена – Бахтрионска, Годердзи, Саакадзе. На нея са разположени два хотела и общината. По-нататък, по продължението ѝ, се намират автогарата и голям закрит пазар, на който се продават плодове, зеленчуци, ядки, подправки, сирене сулугуни, националните наденички чурчхела и други.
В Телави има театрална сграда, педагогически институт и историко-географски музей. Тук приемат ученици техникумът по механизация и електрификация на селското стопанство, медицинско и музикално училище.
В Телави почти няма къщи за гости, но има няколко големи, елитни хотели като „Hotel Rcheuli Marani“ и „Старият Телави“. Съществува и един полуремонтиран хотел от съветско време – „Кахетия“. Гледката от него е много добра, но ремонтните работи са спряни през 2012 година.
Паркът Надиквари в града предлага красива природа, поддържани алеи, детски площадки, открит театър за постановки и концерти и панорамна гледка към долината Алазани и Кавказките планини. Към него е организиран малък детски парк с кафене. През 2013 година, благодарение на доброволни дарения, в града е издигнат паметник на Сталин. Стадионът в града носи името на грузинския футболист Гиви Чохели и има капацитет 12 000 места.

## Забележителности
Градът и околностите му представляват голям интерес в исторически план. До наши дни са достигнали много важни архитектурни и исторически паметници. След южната част на града изчезва всякаква цивилизация и започва безкрайна, дива гора. Следните забележителности се намират в чертите на града:
- Дзвели Галавани (Старите стени) – най-ранната крепост в Телави, построена от първите царе на Кахетия през 9 – 10 век. Изграждането ѝ се приписва на цар Квирике III Велики.[13]
- Църквата „Света Богородица“ – Един от двата действащи храма в града и единственият в добро състояние. Построена е през 16 век, през съветско време е била закрита и даже куполът ѝ се е срутил. Храмът е реконструиран с тухлените си украшения и готическите сводове. Отвън готиката не се забелязва, но в интериора съществува, макар и слабо изразена.[7]
- Църквата „Света Троица“ – построена през 6 век.[14]
- Базилика Гвтаеба – изградена през 6 – 7 век.[9]
- Крепостта „Батонис-цихе“ – Крепостта се намира в центъра на Телави, издигната е през 17 – 18 век и е била една от главните резиденции на поредица от кахетински царе.[15] Това е един от най-големите комплекси, построен от цар Арчил II през 1667 година.[13] Според археолозите е строена на два етапа – 1667 – 1675 и през втората половина на 18 век. В историческия комплекс влизат крепостна стена, няколко царски двореца, две неголеми християнски църкви, голяма баня и тунел за снабдяване с вода при обсада.[15] Всеки следващ цар построява и достроява по нещо в крепостта, която е опожарявана два пъти при вражески нападения.[16] Днес в един от дворците се намира картинна галерия и етнографски музей.[15] Историческият музей, разположен също в двореца е изключително богат. Само археологическите находки в него наброяват 51 120 екземпляра.[16]
- Замъкът Корчибашишвили – замък на местните благородници Корчибашишвили от 16 – 18 век.[8]
- Замъкът Вахвахишвили – замък на местните благородници Вахвахишвили, построен през 1743 година и възстановен преди няколко години.[8][13]
- 900-годишният чинар – намира се в центъра на града и е най-старото дърво в Грузия. Височината му е 45 метра, а обиколката в основата – 12,4 m.[4]

## Винопроизводство и икономика
Грузия е изпълнена с легенди, церемонии и традиции, които изразяват дълбокото значение на винопроизводството. Лозята съпътстват страната още от създаването ѝ. Открити са гроздови семена, датирани към 7000 – 6000 години преди новата ера. По време на археологически разкопки в района, са разкрити огромни глинени кани от преди 3000 години. Някои дори считат, че думата „вино“, обща за много езици, произлиза от грузинската думата gvino. Много известни поети, писатели и пътешественици описват Грузия като земята на старинни традиции, свързани с лозарството и винопроизводството. Сред тях е и древногръцкият епически поет и граматик Аполоний Родоски, възпял виното на Грузия в своята „Аргонавтика“ от 295 г. пр.н.е.
Градът е известен с древните си винарски традиции, съхранени в Кахетия от незапомнени времена и известни по цял свят. Тук се произвеждат 70 вида различни вина, най-известни от които са Киндзмараули, Саперави, Цинандали и Ахашени.
Телави е център на основния винопроизводителен регион в Грузия и през 1915 година, близо до града, е основана голяма винарска изба. Историята ѝ е белязана с периоди на подем и стагнация. През 1997 година тя е напълно обновена и оборудвана с усъвършенствани съвременни апарати. Прилагат се винарски технологии, съчетаващи грузинските национални традиции в лозаро-винарството със световния опит. Висококачествените вина, произведени във Винарска изба „Телави“ се изнасят за Русия, Украйна, Латвия, Литва, Естония, Полша, Беларус, Швейцария, Холандия, Германия, САЩ, Нова Зеландия и Казахстан. Избата е наградена с няколко златни и сребърни медала на различни международни изложби.
В града е развита хранително-вкусовата промишленост, има фабрика за производство на сурова коприна, предприятие за мраморни изделия, производство на строителни материали. Тук работят още млекозавод, месокомбинат, железобетонен завод, шивашка и трикотажна фабрики.

## Легенда за създаването на града
Преди много векове, при някакъв митичен грузински цар, дошли пратеници на арменското племе, тогава поробено вече от турците и монголите. Помолили го да им позволи да живеят в неговите земи. Царят им разрешил, предложил им да си изберат което пожелаят място и да се заселят на него. Дълго пътували арменците из страната, обиколили Картли, Сомхетия и най-накрая навлезли в Алазанската долина. Останали поразени от красотата ѝ и от изобилието на студени извори. Хората извикали „тук е добре“, което на арменски звучи „те лав“. Арменците създали на това място град, който носи името на първото им възклицание, при срещата с прекрасната природа. А царят толкова харесал града, че пренесъл в него своята резиденция и построил крепост.

## Забележителности в околността
В околностите на града също има много архитектурни и исторически паметници:
- Катедралният събор Алаверди – построен е в началото на 11 век, в чест на свети Георги, един от най-почитаните християнски светци в Грузия. Той е вторият по височина храм в страната, издигащ се на 50 метра, а вътрешната му част е с височина над 42 m. Съборът, и големият манастирски комплекс при него, се намират в Ахметски административен район на Кахетия.[15]
- Катедралният събор „Свети Георги“ в Бодбе – манастирски комплекс, който се намира недалеко от кахетинското село Бодбе. Счита се за една от най-главните светини на грузинския народ. Именно в него е погребана света Нина Кападокийска, покровителка на страната.[15]
- Село Цинандали – разположено на 8 km източно от Телави. Тук се намира имението на грузинския поет, княз Илия Чавчавадзе. Посещавано е от Александър Пушкин, Александър Грибоедов и други.[15]
- Крепостта Бочорма – една от най-старите и най-главни отбранителни съоръжения на Кахетия. В нея до наши дни е запазена древната църква от 10 век „Свети Георги“.[15]
- Манастирът „Йоан Зедазенски“ – намира се в предградията на Телави. Построен е през 6 – 7 век. Недалеко от него има камбанария и целебен извор.[15]
- Академия „Икалто“ и манастирът „Свети Зенон“ – построени от цар Давид през 12 век. Според легендата в академията е учил грузинският поет и държавник Шота Руставели.
- Древният град Сигнахи – разположен е в източната част на Кахетия. Интересен е с прекрасно съхранената си едноименна кула, една от най-известните в Грузия.[15]
- Манастирът Некреси – състои се от няколко красиви сгради, построени в различни периоди и епохи. Най-ранното здание е църква от 4 век, построена в чест на приемането на християнството като официална религия на Грузия. Всички сгради от комплекса са достигнали нашето време в учудващо добро състояние.[15]
- Манастирски комплекс в Шуамта – един от най-големите манастирски комплекси в Кахетия. Намира се в с. Шумата, съвсем близо до Телави. Състои се от два големи храмови комплекса, издигнати по различно време – между 5 и 12 век.[15]
- Църквата „Квелацминда“ в Гурджани – намира се на 38 km източно от Телави, в градчето Гурджани. Църквата е известна с това, че е единствената двукуполна църква в Грузия, достигнала до наши дни.[15]

## Любопитно
- Част от действието на филма „Мимино“ на Георгий Данелия се развива в Телави. Снимките са правени главно на територията на Транспортно-боевия вертолетен полк.[4]
- Предполага се, че в Телави е погребан бащата на Сталин – Висарион Джугашвили, починал през 1909 година в Тифлис.[11]

- Телави
- Общинският театър
- Гарата
- Фонтан
- Централният площад
- Гробът на Висарион Джугашвили
- Сирене сулугуни

- Исторически и етнографски музея
- Общински исторически и етнографски музей
- Цар-трон
- Гробът на писателката Барбара Джорджадзе
- Гробът на поета Рафаел Еристави
- Гробът на поета Йосиф Давиташвили

- Винопроизводство в Телави
- Лозята край Телави
- Винарната в Телави
- Преса за грозде
- Входът на винарната
- Вино Саперави